# Jardín Botánico de Brera
El Jardín Botánico de Brera (en italiano: Orto Botanico di Brera o también conocido en latín como Hortus Botanicus Braidensis) es un jardín botánico de 5,000 m² de extensión.
Está administrado por el "Istituto di Fisica Generale Applicata" de la Università degli Studi di Milano, en Milán, Italia.
El código de identificación internacional del Orto Botanico di Brera como miembro del "Botanic Gardens Conservation Internacional" (BGCI), así como las siglas de su herbario es BMIL.

## Localización
Se ubica en el centro de Milán en el Palazzo di Brera a la espalda de la Pinacoteca de Brera.
Orto Botanico di Brera (Hortus Botanicus Braidensis) Via Brera 28, 20121 Milano-Milán, Provincia de Milano, Lombardia, Italia.
Planos y vistas satelitales.45°28′21.72″N 9°11′13.5594″E / 45.4727000, 9.187099833
Está abierto los fines de semana al público en general sin pago de tarifa de entrada.

## Historia
El jardín botánico fue creado en 1774 por el abad Fulgenzio Vitman, bajo la dirección de María Teresa de Austria, transformando un jardín que ya existía anteriormente perteneciente a la orden Jesuita, para servir de material de estudio a los alumnos de Medicina y Farmacología.
El jardín fue restaurado en 1998 tras transcurrir un largo periodo de desidia y abandono. Fue abierto al público desde el 2005 y forma parte del Museo Astronómico de Brera.
La Universidad de Milán, reúne junto con este bajo su administración a dos jardines botánicos más, el Jardín Botánico de Cascina Rosa y el del sur del lago Garda, el Toscolano-Maderno, el Jardín Botánico G.E. Ghirardi, que albergan a muchos tipos de plantas.

## Colecciones
Actualmente el jardín consiste primariamente en lechos de cultivo con forma rectangula, bordeados de ladrillos, con estanques del siglo XVIII con forma elíptica, y con invernaderos del siglo XIX (actualmente usados por la academia de Bellas Artes).
Alberga unas 300 especies de plantas, y los ejemplares más viejos de los existentes en Europa de los árboles de Ginkgo biloba, además de especímenes maduros de Firmiana platanifolia, Juglans nigra, Pterocarya fraxinifolia, y Tilia.
- La colección de bulbos, el Jardín Botánico de Brera ha estado trabajando con el Centro Internacional de bulbos de flor de Hillegom en un estudio de la función estética en el embellecimiento de parterres herbáceos dedicados a los bulbos. Entre las especies de bulbos más cultivadas con diversas variedades, se encuentran los géneros: Jacinto, Narcissus, Tulipa, Leucojum. Entre las especies, son de destacar: Allium ursinum, Leucojum aestivum, Muscari comosum, Muscari armeniacum, Tulipa clusiana, Scilla sibirica, Tulipa linifolia, Tulipa turkestanica.
- Colección de plantas medicinales
- Colección del género Salvia
- Jardín de las verduras
- Colección de Peonias spp. y de Aquilegia spp.

Además de las especies botánicas se puede admirar la arquitectura del pasado, tales como los invernaderos atribuidos a Giuseppe Piermarini, el estanque del siglo XVIII en el que crecen los lirios y azucenas de agua.

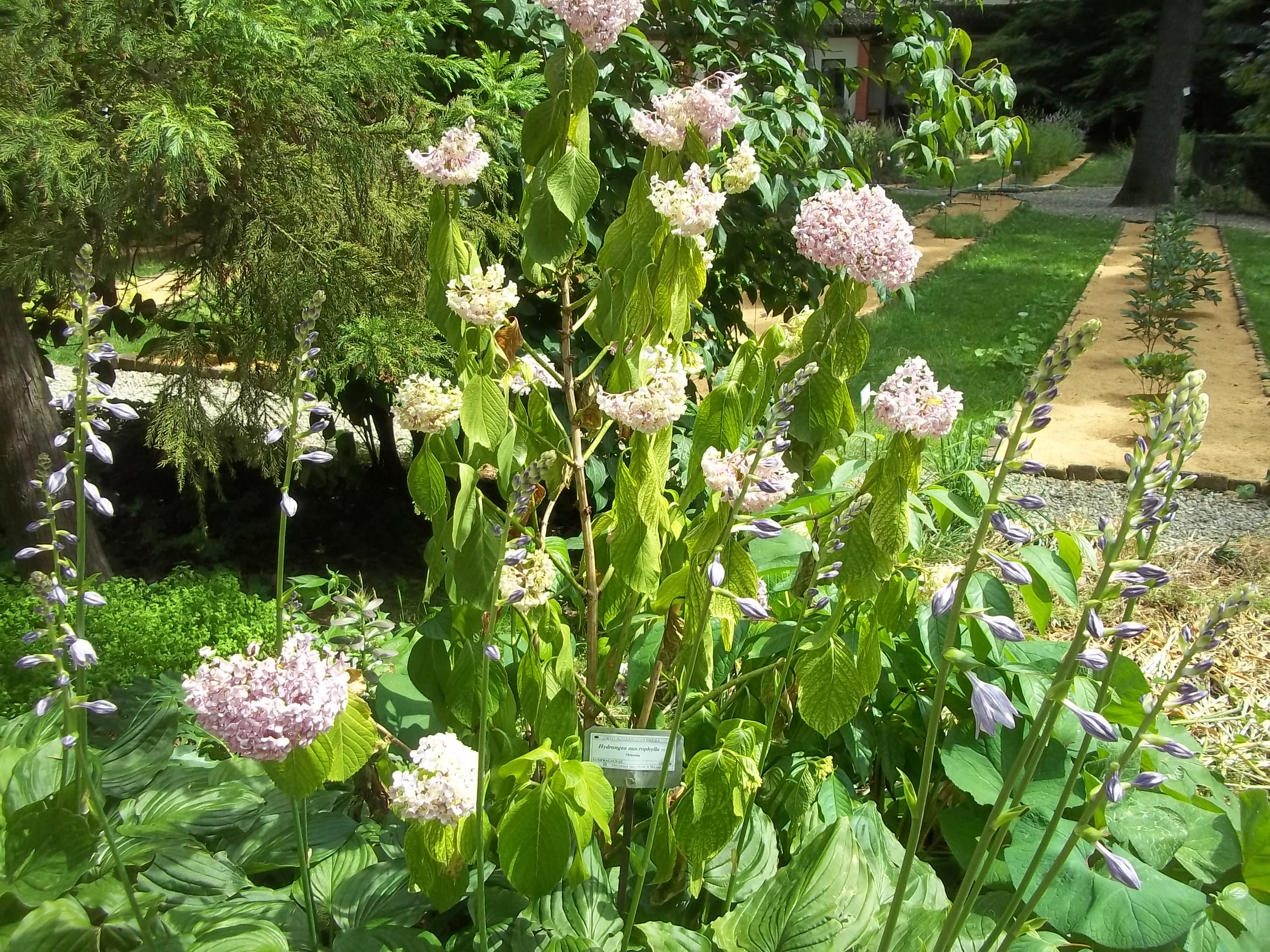
Hydrangea en el orto botanico de Milano.
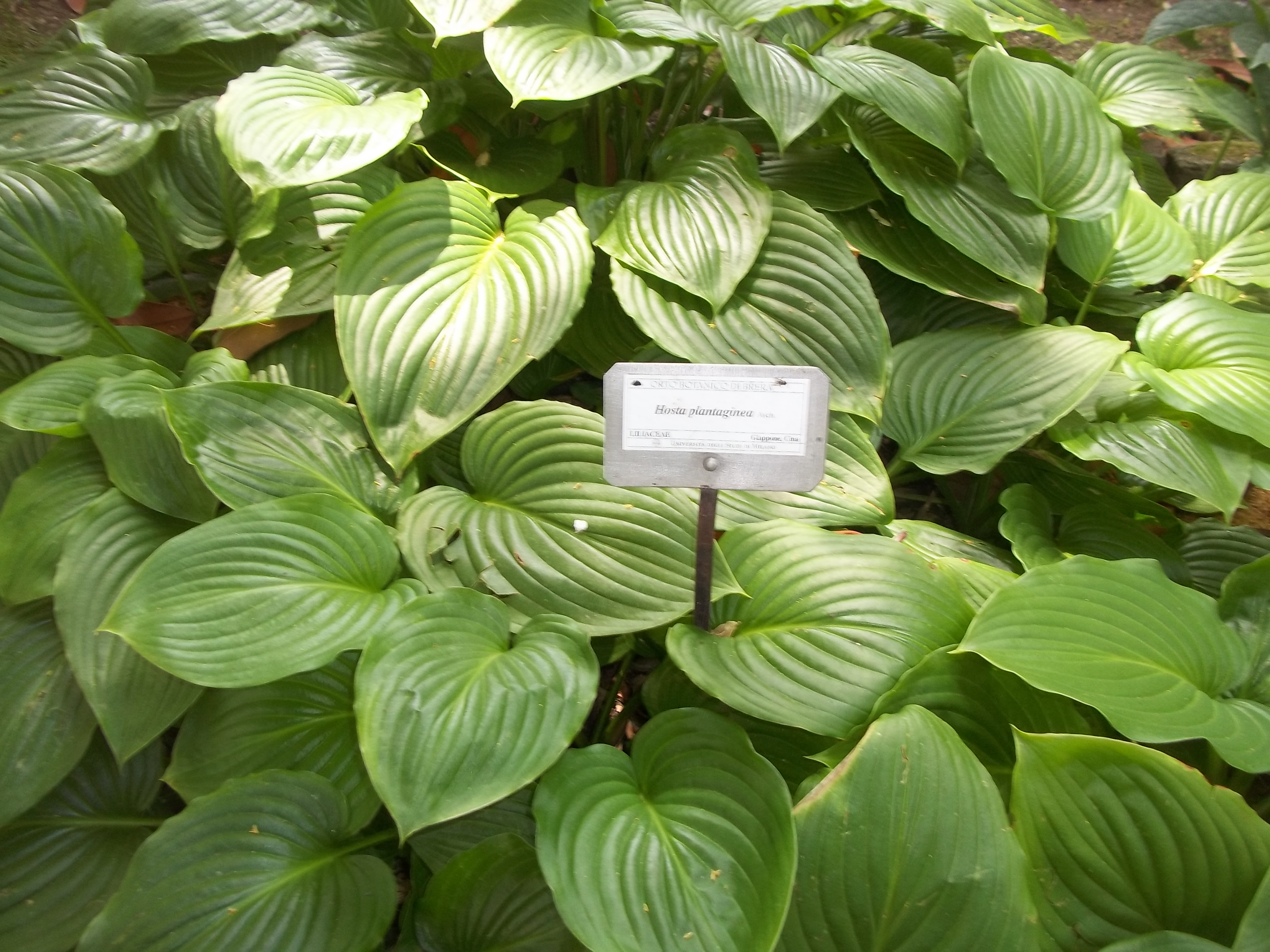
Hosta plantaginea en el orto botanico de Milano.
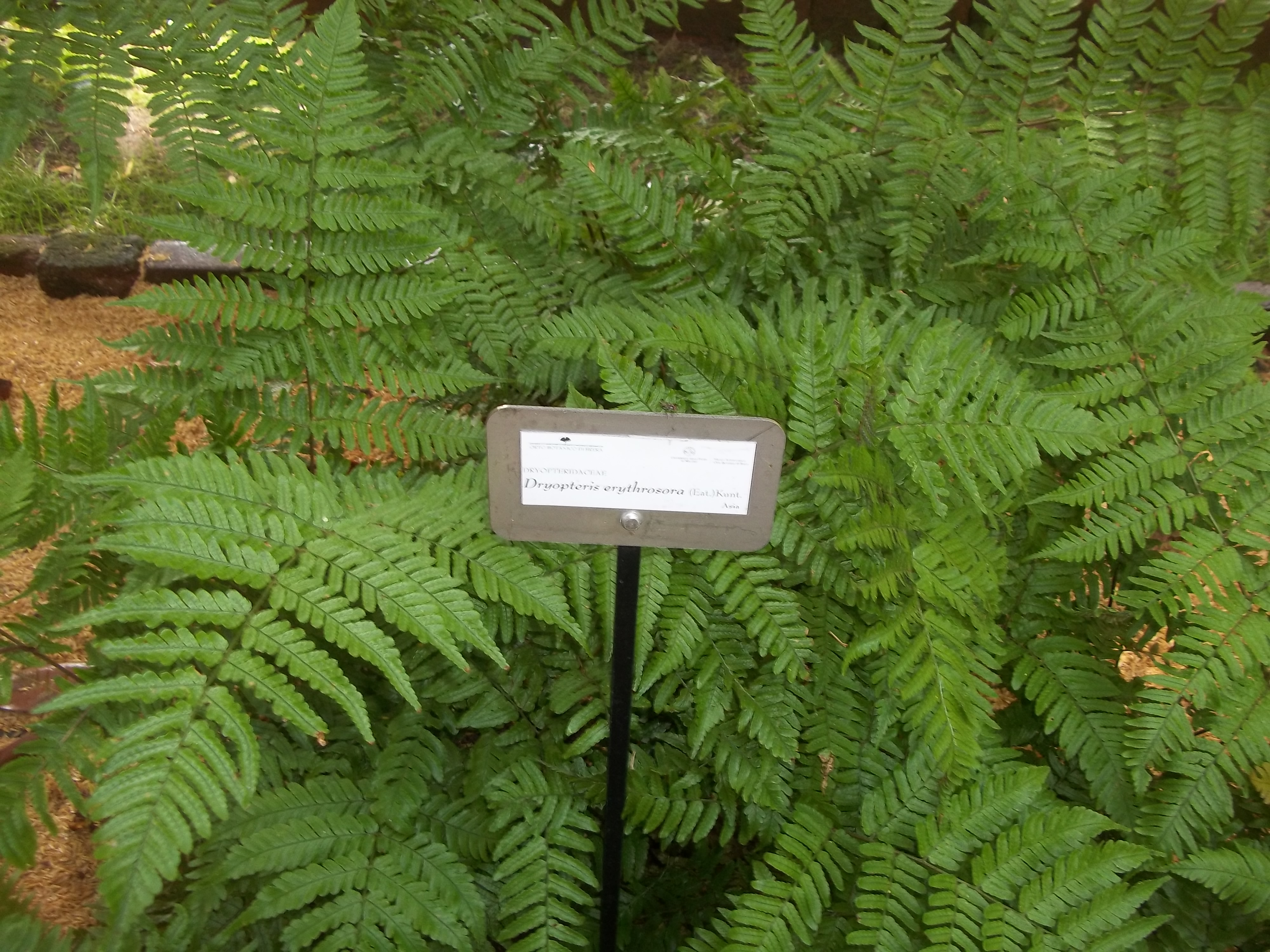
Helecho en el orto botanico de Milano.
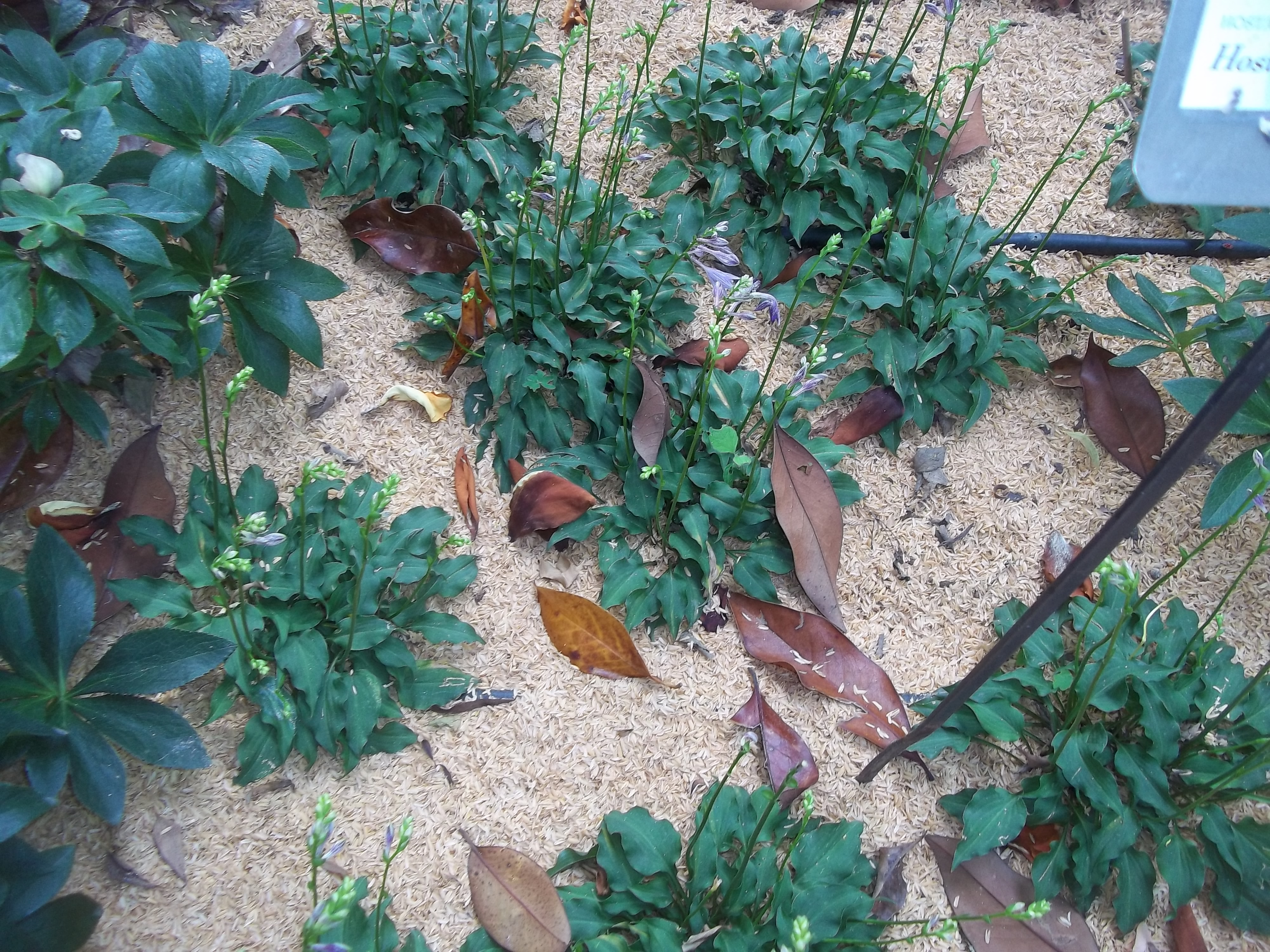
En el orto botanico de Milano.